# Edifici de l'Institut Frenopàtic de les Corts
L'Edifici de l'Institut Frenopàtic de les Corts, situat al costat del conjunt de la Maternitat de Barcelona, està catalogat com a bé amb elements d'interès (categoria C) i inclòs a l'Inventari del Patrimoni Arquitectònic de Catalunya. Actualment, forma part del complex de l'Hospital Universitari Dexeus.

## Història
L'Institut Tomàs Dolsa, anomenat «el Frenopàtic», va ser fundat l'any 1863 pel doctor en medicina i cirurgia Tomàs Dolsa i Ricart (1819-1909) amb la col·laboració de Pau Llorach i Malet, estudiant de medicina i coneixedor dels mètodes frenològics de Dolsa. Inicialment, estava situat a la vila de Gràcia, però poc després es va traslladar a les Corts, on es va construir un primer edifici entre 1867 i 1869, en un solar de 3 ha adquirit a Gerard Piera i Piera. La construcció es basava en els principis preconitzats per Samuel Tuke a Anglaterra el segle xviii: integració de la naturalesa aprofitant sobretot els boscs, i enjardinaments amb elements constructius, com ara estanys o cascades, i estava format per un cos de planta baixa d'uns 130 m de llarg per 20 m d'ample, on només els laterals tenien un pis d'alçada.
Entre 1872 i 1883, l'arquitecte August Font i Carreras va transformar-lo en un nou edifici de dues plantes en forma de «T», formada per l'ala de senyors i l'ala de senyores i centrada per la capella. Als anys 1920 s'hi va construir al costat un palauet, anomenat «el Pinar», com a residència de la família Dolsa.
A finals de l’any 2000, l'Institut va tancar les portes i els seus pacients van ser traslladats a altres centres especialitzats.

## Descripció
El recinte té l'accés principal al carrer de Sabino Arana i secundaris al de Mejía Lequerica i la Gran Via de Carles III, on també es troba el dels aparcaments soterrats de tres plantes. La façana principal presenta una composició axial, arrelada en el neoclassicisme, a partir de la capella central, que separa les zones d'homes i dones. Aquestes conserven en un frontó situat al damunt dels seus accessos els rètols «departamento de caballeros» i «departamento de señoras». Té dues plantes d'alçada, i a la segona les obertures presenten balconades amb balustrada. La teulada es presenta a doble vessant.
També s'ha conservat un casalot residencial de volum compacte, dues plantes d'alçada i coberta de pavelló, situat a la cantonada del carrer de Mejía Lequerica i la Gran Via de Carles III, a la zona de jardí, tancat per una reixa de ferro.